# Zápředníček polní
Zápředníček polní (Plutella xylostella) je druh můry, rozšířený po celém světě. Je nejhorším škůdcem brukví na světě, živí se listy košťálových zelenin.
Původně se k hubení zápředníčka používaly pesticidy, ale druh si vůči mnoha běžným chemikáliím vyvinul odolnost. Je považován za první organismus, který vyvinul rezistenci vůči DDT. Z tohoto důvodu se hledají nové způsoby biologické a chemické kontroly, anebo také odlišné metody výsadby, které by vedly ke snížení škod.

## Popis
Tato malá můra je zbarvena šedě a hnědě. Má rozpětí křídel asi 15 mm a délku těla 6 mm. Přední křídla jsou úzká, hnědošedá a světlejší podél předního okraje, s jemnými tmavými skvrnami. Zadní křídla jsou úzká a světle šedá. Konce křídel se při pohledu ze strany stáčejí nahoru. Má výrazná tykadla.

## Rozšíření
Zápředníček polní je rozšířen po celém světě. 

## Rozmnožování
Zápředníček preferuje jako hostitelskou rostlinu kapustu druhu brukev zelná.
Zápředníček klade vajíčka na rostliny z čeledi brukvovité. Napadá téměř všechny brukvovité, např. řepku, brokolici, růžičkovou kapustu, hlávkové zelí, čínské zelí, květák nebo kapustu kadeřavou.
Rostlinným druhem z této čeledi, který nepodporuje šíření zápředníčka, je barborka obecná. Samice zápředníčka sice na tuto rostlinu kladou vajíčka, ale nově vylíhlé larvy umírají v důsledku účinku přírodních chemikálií zvaných saponiny.

## Životní cyklus

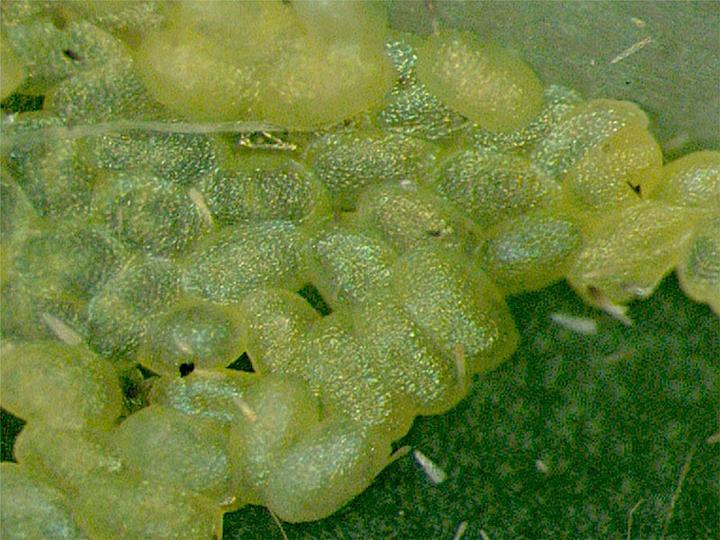
Vajíčka

Vajíčka jsou oválná a zploštělá, jsou 0,44 mm dlouhá a 0,26 mm široká. Zpočátku jsou žlutá nebo světle zelené, později ztmavnou. Samice je kladou jednotlivě nebo ve skupinách po dvou až osmi do prohlubní na povrchu listů. Larvy vylézají z vajíček asi za šest až sedm dní.
Larvy mají čtyři instary, každý s průměrnou dobou vývoje asi čtyři dny. Tělo larvy se na obou koncích zužuje. Larvy jsou poměrně aktivní, a když jsou vyrušeny, mohou se prudce svíjet a spřádat vlákno, na kterém visí.

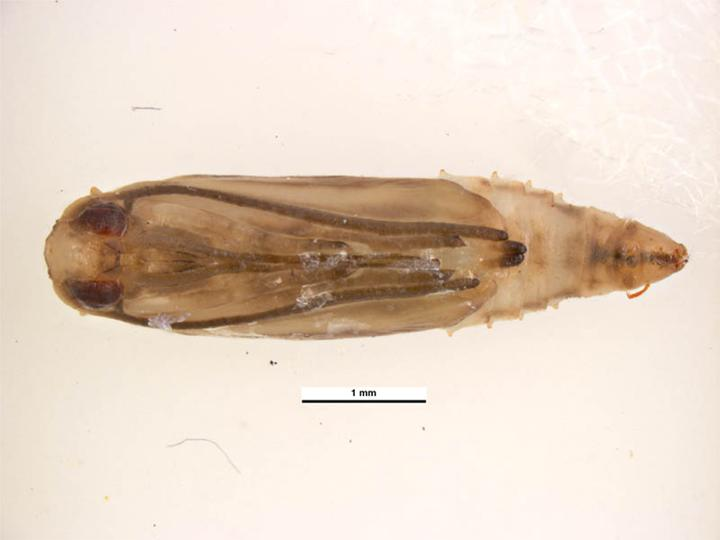
Kukla

Nažloutlá kukla je asi 8 mm dlouhá a zabalená v hedvábném kokonu. Fáze kukly trvá v průměru osm dní.
Průměrná délka života samic je tři až čtyři týdny, samci žijí kratší dobu. Tyto můry jsou slabí letci, málokdy se vznesou více než 2 m nad zem a nelétají na dlouhé vzdálenosti. Jsou to však pasivní migranti, které vítr na velké vzdálenosti snadno přenáší.
Přezimují jako dospělci mezi zbytky brukvovitých plodin. Chladné zimy nepřežijí. Do studenějších oblastí je však každé jaro zanáší vítr.

## Nepřátelé
Zemědělský průmysl se snaží najít biologické způsoby, jak hubit zápředníčka polního, zejména od té doby, co se stal odolný vůči pesticidům. Mezi jeho nepřátele patří parazitoidi Trichogramma chilonis a Cotesia plutella a také zlatoočka obecná. Zlatoočka se živí vajíčky a mladými larvami, zatímco parazitoidi napadají vajíčka.

## Škůdce
Zápředníček polní je nejhorším škůdcem brukví na světě. Jeho larvy poškozují listy, poupata, květy a semena košťálové zeleniny. Přestože jsou larvy malé, mohou být velmi početné a s výjimkou žilek úplně odstranit listy. Poškozují tak mladé sazenice a mohou narušit tvorbu hlávek v zelí, brokolici a květáku.
Zápředníček je vnímán jako škůdce zejména v oblastech, které nezažívají příliš chladné zimy, protože ty pomáhají snižovat aktivitu dospělců a hubí přezimující jedince.

#### Odolnost vůči pesticidům
Zápředníček má málo přirozených nepřátel, jako jsou parazitoidi, což může být způsobeno rozšířeným používáním insekticidů v 50. letech 20. století. Zápředníček polní je považován za první organismus, který vyvinul rezistenci vůči DDT. Jeho rezistence vůči pyretroidům je známa od 80. let.

## Preventivní opatření
V zelinářských provozech se závlahou je možné regulovat zápředníčka intenzivním zadešťováním. Vhodným opatřením je také „intercropping“, tzn. pěstování jiné kultury, např. salátu, spolu s brukvemi. V takovém uspořádání je zápředníček méně početný a je více napadán parazitoidy.
Další možností je obsev. Pole s méně atraktivní plodinou (zelí) se obseje kapustou či hořčicí, kterým dají zápředníčci přednost.